# Campionati del mondo di ciclismo su pista 2024 - Keirin maschile
La gara di keirin maschile ai campionati del mondo di ciclismo su pista si è svolta il 17 ottobre 2024. È stata vinta dal giapponese Kento Yamasaki.

## Podio
| Pos.    | Atleta           | Nazionalità |
| ------- | ---------------- | ----------- |
| Oro     | Kento Yamasaki   | Giappone    |
| Argento | Mikhail Iakovlev | Israele     |
| Bronzo  | Kevin Quintero   | Colombia    |

## Risultati

### Primo turno
I primi 2 di ogni batteria si qualificano per i quarti di finale, tutti gli altri partecipano al ripescaggio.

#### Batteria 1
| Posizione | Atleta           | Nazione   | Tempo/Gap | Note |
| --------- | ---------------- | --------- | --------- | ---- |
| 1         | Kevin Quintero   | Colombia  |           | Q    |
| 2         | Kento Yamasaki   | Giappone  | +0.084    | Q    |
| 3         | To Cheuk Hei     | Hong Kong | +0.100    |      |
| 4         | Luca Spiegel     | Germania  | +0.211    |      |
| 5         | Vasilijus Lendel | Lituania  | +0.781    |      |

#### Batteria 2
| Posizione | Atleta           | Nazione           | Tempo/Gap | Note |
| --------- | ---------------- | ----------------- | --------- | ---- |
| 1         | Harrie Lavreysen | Paesi Bassi       |           | Q    |
| 2         | Nicholas Paul    | Trinidad e Tobago | +0.054    | Q    |
| 3         | Santiago Ramírez | Colombia          | +0.084    |      |
| 4         | Kang Shih-feng   | Taipei cinese     | +0.835    |      |
| 5         | Martin Čechman   | Rep. Ceca         | +1.711    |      |

#### Batteria 3
| Posizione | Atleta                 | Nazione   | Tempo/Gap | Note |
| --------- | ---------------------- | --------- | --------- | ---- |
| 1         | Kaiya Ota              | Giappone  |           | Q    |
| 2         | Mateusz Rudyk          | Polonia   | +0.038    | Q    |
| 3         | Cristian Ortega        | Colombia  | +0.140    |      |
| 4         | Ryan Elliott           | Australia | +0.478    |      |
| 5         | Muhammad Ridwan Sahrom | Malaysia  | +0.687    |      |

#### Batteria 4
| Posizione | Atleta          | Nazione       | Tempo/Gap | Note |
| --------- | --------------- | ------------- | --------- | ---- |
| 1         | Shinji Nakano   | Giappone      |           | Q    |
| 2         | Muhammad Sahrom | Malaysia      | +0.048    | Q    |
| 3         | Tijmen van Loon | Paesi Bassi   | +0.185    |      |
| 4         | James Hedgcock  | Canada        | +0.289    |      |
| 5         | Stefano Moro    | Italia        | +0.617    |      |
| 6         | Hayden Norris   | Gran Bretagna | +0.619    |      |

#### Batteria 5
| Posizione | Atleta               | Nazione       | Tempo/Gap | Note |
| --------- | -------------------- | ------------- | --------- | ---- |
| 1         | Mikhail Iakovlev     | Israele       |           | Q    |
| 2         | Jeffrey Hoogland     | Paesi Bassi   | +0.015    | Q    |
| 3         | Thomas Cornish       | Australia     | +0.141    |      |
| 4         | Jair Tjon En Fa      | Suriname      | +0.546    |      |
| 5         | Harry Ledingham-Horn | Gran Bretagna | +0.578    |      |
| 6         | Kirill Kurdidi       | Kazakistan    | +2.689    |      |

### Ripescaggi
I primi 2 di ogni batteria si qualificano per i quarti di finale.

#### Batteria 1
| Posizione | Atleta          | Nazione       | Tempo/Gap | Note |
| --------- | --------------- | ------------- | --------- | ---- |
| 1         | James Hedgcock  | Canada        |           | Q    |
| 2         | To Cheuk Hei    | Hong Kong     | +0.051    | Q    |
| 3         | Jair Tjon En Fa | Suriname      | +0.096    |      |
| 4         | Hayden Norris   | Gran Bretagna | +0.503    |      |

#### Batteria 2
| Posizione | Atleta               | Nazione       | Tempo/Gap | Note |
| --------- | -------------------- | ------------- | --------- | ---- |
| 1         | Harry Ledingham-Horn | Gran Bretagna |           | Q    |
| 2         | Santiago Ramírez     | Colombia      | +0.040    | Q    |
| 3         | Luca Spiegel         | Germania      | +0.104    |      |
| 4         | Ryan Elliott         | Australia     | +0.615    |      |

#### Batteria 3
| Posizione | Atleta           | Nazione       | Tempo/Gap | Note |
| --------- | ---------------- | ------------- | --------- | ---- |
| 1         | Cristian Ortega  | Colombia      |           | Q    |
| 2         | Kang Shih-feng   | Taipei cinese | +0.228    | Q    |
| 3         | Vasilijus Lendel | Lituania      | +0.252    |      |
| 4         | Kirill Kurdidi   | Kazakistan    | +0.664    |      |

#### Batteria 4
| Posizione | Atleta                 | Nazione     | Tempo/Gap | Note |
| --------- | ---------------------- | ----------- | --------- | ---- |
| 1         | Thomas Cornish         | Australia   |           | Q    |
| 2         | Stefano Moro           | Italia      | +0.008    | Q    |
| 3         | Martin Čechman         | Rep. Ceca   | +0.164    |      |
| 4         | Tijmen van Loon        | Paesi Bassi | +0.171    |      |
| 5         | Muhammad Ridwan Sahrom | Malaysia    | +0.562    |      |

### Quarti di finale
I primi 4 di ogni batteria si qualificano alle semifinali.

#### Batteria 1
| Posizione | Atleta               | Nazione           | Tempo/Gap | Note |
| --------- | -------------------- | ----------------- | --------- | ---- |
| 1         | Shinji Nakano        | Giappone          |           | Q    |
| 2         | Kevin Quintero       | Colombia          | +0.099    | Q    |
| 3         | Stefano Moro         | Italia            | +0.391    | Q    |
| 4         | Harry Ledingham-Horn | Gran Bretagna     | +0.545    | Q    |
| 5         | Thomas Cornish       | Australia         | +0.577    |      |
| 6         | Nicholas Paul        | Trinidad e Tobago | +0.656    |      |

#### Batteria 2
| Posizione | Atleta           | Nazione       | Tempo/Gap | Note |
| --------- | ---------------- | ------------- | --------- | ---- |
| 1         | Harrie Lavreysen | Paesi Bassi   |           | Q    |
| 2         | Mateusz Rudyk    | Polonia       | +0.021    | Q    |
| 3         | Kento Yamasaki   | Giappone      | +0.073    | Q    |
| 4         | Kang Shih-feng   | Taipei cinese | +0.092    | Q    |
| 5         | Cristian Ortega  | Colombia      | +0.171    |      |
| 6         | James Hedgcock   | Canada        | +0.182    |      |

#### Batteria 3
| Posizione | Atleta           | Nazione     | Tempo/Gap | Note |
| --------- | ---------------- | ----------- | --------- | ---- |
| 1         | Mikhail Iakovlev | Israele     |           | Q    |
| 2         | Jeffrey Hoogland | Paesi Bassi | +0.053    | Q    |
| 3         | Muhammad Sahrom  | Malaysia    | +0.082    | Q    |
| 4         | To Cheuk Hei     | Hong Kong   | +0.180    | Q    |
| 5         | Kaiya Ota        | Giappone    | +0.219    |      |
| 6         | Santiago Ramírez | Colombia    | +0.243    |      |

### Semifinali
I primi 3 di ogni batteria si qualificano per i quarti di finale.

#### Semifinale 1
| Posizione | Atleta                 | Nazione   | Tempo/Gap | Note |
| --------- | ---------------------- | --------- | --------- | ---- |
| 1         | Kevin Quintero         | Colombia  |           | Q    |
| 2         | Kento Yamasaki         | Giappone  | +0.033    | Q    |
| 3         | Mateusz Rudyk          | Polonia   | +0.040    | Q    |
| 4         | Muhammad Ridwan Sahrom | Malaysia  | +0.129    |      |
| 5         | Shinji Nakano          | Giappone  | +0.132    |      |
| 6         | To Cheuk Hei           | Hong Kong | +0.799    |      |

#### Semifinale 2
| Posizione | Atleta               | Nazione       | Tempo/Gap | Note |
| --------- | -------------------- | ------------- | --------- | ---- |
| 1         | Mikhail Iakovlev     | Israele       |           | Q    |
| 2         | Jeffrey Hoogland     | Paesi Bassi   |           | Q    |
| 3         | Harry Ledingham-Horn | Gran Bretagna | +0.108    | Q    |
| 4         | Harrie Lavreysen     | Paesi Bassi   | +0.251    |      |
| 5         | Stefano Moro         | Italia        | +1.227    |      |
| 6         | Kang Shih-feng       | Taipei cinese | +1.481    |      |

### Finali

#### Finale per l'oro
| Posizione | Atleta               | Nazione       | Tempo/Gap | Note |
| --------- | -------------------- | ------------- | --------- | ---- |
| 1         | Kento Yamasaki       | Giappone      |           |      |
| 2         | Mikhail Iakovlev     | Israele       | +0.034    |      |
| 3         | Kevin Quintero       | Colombia      | +0.068    |      |
| 4         | Harry Ledingham-Horn | Gran Bretagna | +0.183    |      |
| 5         | Mateusz Rudyk        | Polonia       | +0.239    |      |
| 6         | Jeffrey Hoogland     | Paesi Bassi   | +0.266    |      |

#### Finalina per il settimo posto
| Posizione | Atleta                 | Nazione       | Tempo/Gap | Note |
| --------- | ---------------------- | ------------- | --------- | ---- |
| 7         | Shinji Nakano          | Giappone      |           |      |
| 8         | Harrie Lavreysen       | Paesi Bassi   | +0.145    |      |
| 9         | Muhammad Ridwan Sahrom | Malaysia      | +0.734    |      |
| 10        | Stefano Moro           | Italia        | +0.863    |      |
| 11        | Kang Shih-feng         | Taipei cinese | +0.987    |      |
| 12        | To Cheuk Hei           | Hong Kong     | +1.187    |      |